# Valdemar den store
Valdemar I, Valdemar "den store", född 14 januari 1131, död 12 maj 1182 i Vordingborg, Danmark, var kung av Danmark 1157-1182. Han föddes som postum son till hertig Knut Lavard och Ingeborg av Kiev.

## Biografi
Valdemar kämpade år 1154–57 om kronan med Knut Magnusson och Sven Grate. År 1157 delade de riket varvid Jylland tillföll Valdemar. Men Sven lät strax efteråt mörda Knut och dödades själv i samband med ett slag mot Valdemar, som blev ensam kung i riket. 
Han råkade snart i strid med ärkebiskop Eskil som krävde oberoende för kyrkan och denne tvangs år 1161 till flera års exil. Däremot fick Valdemar under hela sin regering helhjärtat stöd in- och utrikespolitiskt av Roskildebiskopen Absalon Hvide som år 1177 blev Eskils efterträdare på ärkestolen. Bland annat angrep de i samverkan de hedniska venderna och intog år 1169 Rügen efter belägringen av Arkona, en början till den expansion längs Östersjöns sydkust som fullföljdes av Valdemars söner Knut VI och Valdemar Sejr. Valdemar lyckades 1169 få sin far Knut Lavard helgonförklarad. 
Valdemar tillhör tillsammans med sina söner de så kallade Valdemarerna. 

## Familj
Gift 23 oktober 1157 i Viborg, Danmark, med Sofia av Minsk.
Barn:
1. Knut VI, född 1163, kung av Danmark.
2. Valdemar Sejr, född 1170, kung av Danmark.
3. Helena, gift 1202 med greve Wilhelm den fete av Lüneburg.
4. Rikissa, gift med svenske kungen Erik Knutsson.
5. Sofia, gift med Siegfried III av Orlamünde.
6. Margarete, nunna i Roskilde.
7. Marie, nunna i Roskilde.
8. Ingeborg, född cirka 1175, gift 1193 med Filip II August av Frankrike.